# Fiore della Scozia
Fiore della Scozia (Peggy) è un film muto del 1916 diretto da Charles Giblyn e da Thomas H. Ince

## Trama
Peggy Cameron, una turbolenta ragazza americana appartenente alla buona società di New York, è spinta dallo zio Andrew, il suo tutore, a partire per la Scozia, dove lui abita in campagna. I modi spigliati e moderni della ragazza turbano gli abitanti del villaggio, ma alla fine, il suo comportamento nei riguardi di una giovane, reietta ed emarginata, le conquista il rispetto di tutti. Il giovane pastore Donald Bruce, innamoratosi di Peggy, riesce a convincerla a rimanere in Scozia, ironicamente proprio  dopo che lo zio, finalmente, le ha concesso il permesso di ritornare a New York.

## Produzione
Il film venne girato nel 1915 negli studi fondati da Thomas H. Ince a Inceville, Santa Ynez Canyon (Los Angeles) prodotto dalla Kay-Bee Pictures e dalla New York Motion Picture. La protagonista era la moglie di Florenz Ziegfeld, l'attrice Billie Burke qui al suo debutto cinematografico. Per partecipare al film, venne pagata 50.000 dollari

## Distribuzione
Fu distribuito dalla Triangle Distributing, uscendo in sala il 2 gennaio 1916.
In Italia, il film prese il titolo di Fiore di Scozia: il visto di censura 12531 ottenne la revisione il 23 febbraio 1917.